# Jean Boeber
 Jean Boeber (o Ivan Vasilevich Boeber, o Johann[es] Böber, o Johann Jacob Beberi ) (22 de diciembre de 1746 — 16 de julio de 1820) fue un docente, entomólogo, lepidopterólogo, y botánico alemán.

## Biografía
Fue primero profesor en el Colegio San Pedro, de Jelgava. Luego en 1796, se convirtió en asesor de la Academia de Ciencias de Rusia en San Petersburgo.

## Obra
- 1809. Description de quelques nouvelles espèces de papillons découverts en Sibérie. Mém. Soc. Imp. Nat. Moscou 2: 305-310, 1 pl.

- 1780. Freimaurerlieder zum Gebrauch der Vereinigten Logen in Russland, St. Petersburg

- 1788. Auswahl von Freimaurerliedern. Durch die E. Loge Muse „Urania“ gesammelt von Böber, St. Petersburg

- 1793. Verzeichnis der Pflanzen, die von Ritter J. von Böber in Taurien und Katharinoslavischen Gouvernement gasammelt worden sind, en: G. Ch. Reichs Magazin des Pflanzenreichs I: 154-166, Erlangen

- 1793. Schreiben des Herrn Goffrath und Studien-Direktor Böber aus Ekaterinoslaw vom 25.Oktober 1792, en: Neue Nordische Beiträge 6: 256-264

## Honores

### Eponimia
- (Apiaceae) Ammi boeberi Hellan. ex Hoffm.[1]
- La abreviatura «Boeber» se emplea para indicar a Jean Boeber como autoridad en la descripción y clasificación científica de los vegetales.[2]

## Abreviatura (zoología)
La abreviatura Boeber  se emplea para indicar a Jean Boeber como autoridad en la descripción y taxonomía en zoología.